# Oreopsyche moncaunella
Oreopsyche moncaunella är en fjärilsart som beskrevs av Chapman 1903. Oreopsyche moncaunella ingår i släktet Oreopsyche och familjen säckspinnare. Inga underarter finns listade i Catalogue of Life.